# Lucius Valerius Proculus
Lucius Valerius Proculus war ein im 2. Jahrhundert n. Chr. lebender Politiker und Militär der römischen Kaiserzeit.

## Leben
Lucius Valerius Proculus war der Sohn eines Lucius Valerius sowie Bruder des Gaius Valerius Florinus und gehörte dem Stand der Ritter an. Vermutlich stammte er aus Malaca in der im heutigen Südspanien gelegenen römischen Provinz Hispania Baetica. Die Einwohner von Malaca setzten sowohl ihm als auch seiner Gemahlin Valeria Lucilla eine Ehreninschrift.
Zunächst war Proculus unter Kaiser Hadrian Präfekt der Cohors IV Thracum Syriaca in Syrien und fungierte danach als Militärtribun der in Moesien stationierten legio VII Claudia. Anschließend amtierte er als Präfekt der in Alexandria liegenden Flotte, wobei er auch die für den Schutz der Nilschifffahrt zuständige classis potamophylacia befehligte. Er hatte des Weiteren mehrere Prokuratorenposten inne, in welcher Stellung er zuerst die Provinz Alpes maritimae verwaltete und dort wahrscheinlich eine Aushebung von Soldaten unternahm. Dann war er nacheinander Prokurator der Provinzen Hispania Baetica, Cappadocia, Asia und schließlich von drei Provinzen zusammen.
Nach dem Jahr 136 n. Chr. bekleidete Proculus wohl das Amt des kaiserlichen Finanzsekretärs (procurator a rationibus) und war dann von etwa 142 bis 144 n. Chr. als praefectus annonae für die Getreideversorgung verantwortlich. Schließlich besetzte er von etwa 144 bis 147 n. Chr. die Statthalterschaft in der kaiserlichen Provinz Ägypten. Während mehrere Papyri aus seiner Amtszeit als Präfekt des Nillandes erhalten geblieben sind, ist über sein weiteres Schicksal nichts überliefert.
Auffallend und bezeichnend für die Kontinuität einer ritterlichen Laufbahn ist, dass die Karriere des Lucius Valerius Proculus beinah identisch mit der seines Amtsnachfolgers Marcus Petronius Honoratus verlaufen ist.